# Gli insoliti ignoti
Gli insoliti ignoti è un film per la televisione del 2003, diretto da Antonello Grimaldi, interpretato da Valerio Mastandrea e Pierfrancesco Favino.

## Trama
Roma. L'elettricista Cosimo Spadoni (Valerio Mastandrea), appassionato d'arte, arrotonda lo stipendio mensile compiendo piccoli furti ai danni di turisti stranieri, con la complicità del fedele amico Ruggero (Marco Giallini). Un giorno si presenta loro un'occasione in grado di cambiare la vita ad entrambi. Conversando con il marchese Attilio Caspani (Paolo Ferrari), a casa del quale sta realizzando un nuovo impianto elettrico, Cosimo scopre che dalla sua ricca collezione manca un preziosissimo quadro di Van Gogh, storicamente appartenuto alla famiglia Caspani e perso al gioco dal padre del marchese. Il quadro è esposto al museo Helene, presso il quale Marisa (Carlotta Natoli), la moglie di Cosimo, lavora come capo della security. Decide così di recuperarlo e di restituirlo a Caspani in cambio di una consistente ricompensa. Con l'aiuto di Ruggero e di Marisa mette a punto un meticoloso piano e, dopo una lunga preparazione, i tre portano a compimento, non senza ostacoli, il loro progetto. Prima e dopo il furto dovranno però fare i conti con il tenace ed umano commissario Pietro Cucciolla (Pierfrancesco Favino), diviso tra l'impegno sul lavoro ed il fallimento della propria vita privata in seguito alla scoperta del tradimento della moglie Elena (Ines Nobili) con il suo capo e migliore amico, il questore Giulio (Alberto Gimignani).

## Il titolo
Il titolo del film è un ovvio riferimento a I soliti ignoti di Mario Monicelli,  diventato ormai un'icona della commedia all'italiana.
Valerio Mastandrea era un po' scettico sulla scelta di questo titolo. Temeva che qualcuno potesse fraintendere e pensare che il film di Grimaldi avesse l'ambizione di confrontarsi con uno dei più noti capolavori italiani.
Gli sceneggiatori Walter Lupo e Luca Rossi puntualizzarono che si trattava solo di un piccolo tributo realizzato con umiltà nei confronti del film di Monicelli; lo stesso Mastandrea ci tenne a puntalizzarlo nella puntata di Striscia la notizia del 23 gennaio 2003, della quale fu ospite insieme a Marco Giallini, pochi minuti prima della messa in onda del film.

## Il sequel
L'anno successivo è stato girato un sequel, sempre per la televisione e sempre per la regia di Antonello Grimaldi, dal titolo Ladri ma non troppo, con i medesimi protagonisti e la partecipazione di Giorgio Tirabassi.